# Mark Heese
Mark Heese, né le 15 août 1969 à Toronto, est un joueur de beach-volley canadien.

## Palmarès
- Jeux olympiques
  -  Médaille de bronze en 1996 à Atlanta avec John Child